# بحث جوجل الصوتي
البحث الصوتي من جوجل (بالإنجليزية: Google Voice Search) هي أحد خدمات البحث التي تقدمها جوجل للمستخدمين تتيح تحويل الكلام المنطوق إلى نصوص وتسمح بالبحث باستخدام محركها عن طريق استخدام الصوت لادخال الاستعلام وذلك بالستخدام الهاتف المحمول أو الحاسوب الشخصي , تطوير الخدمة كتيرا في الاونة الاخيرة واصحبت هنالك اوامر اصوتية في انظمة أندرويد، وهي ثاني خدمة توفِّر هذه الميزة باللغة العربية بعد آي بي إم فيا فويس.وفي أندرويد +4.1 (جيلي بين) قد اندمجت مع خدمة جوجل ناو.